# Новинки (Калінінградська область)
Новинки (рос. Новинки) — селище Краснознаменського району, Калінінградської області Росії. Входить до складу Краснознаменського міського округу.
Населення — 35 осіб (2015 рік).

## Населення
| 2002 | 2010 |
| ---- | ---- |
| 42   | ↘35  |